# Posthausen (Ottersberg)
 (août 2019).
Posthausen est un quartier de la commune allemande d'Ottersberg, dans l'arrondissement de Verden, Land de Basse-Saxe.

## Géographie
Posthausen se situe à 6 km d'Ottersberg.

## Histoire
Les origines de ce village remontent à la colonisation du marais de Hellwege, qui débute à la fin du XVIIe siècle. Posthausen est un village-rue comme d'autres villages des alentours.
En tant que commune, Posthausen est créée le 1er juillet 1968 par la fusion des quatre municipalités de Giersdorf-Schanzendorf, Grasdorf, Hintzendorf et Wümmingen. Quatre ans plus tard, le 1er juillet 1972, la commune de Posthausen fusionne avec Ottersberg.

## Économie

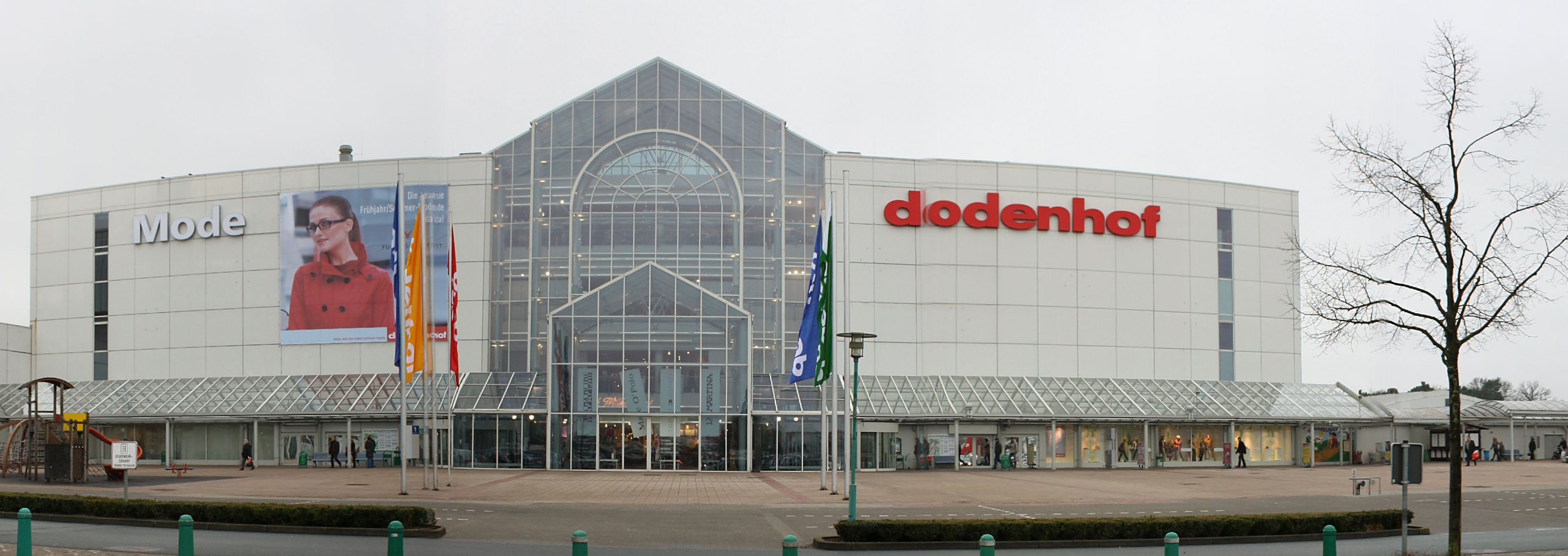
Grand magasin Dodenhof

Fondé en 1910 en tant que petite entreprise familiale, le grand magasin Dodenhof est devenu le plus grand centre commercial du nord de l'Allemagne et un facteur économique important dans la région.